# The New Zealand Herald
The New Zealand Herald es un periódico diario de gran formato publicado en Auckland, Nueva Zelanda, siendo su propietario la compañía APN News & Media. Tiene la circulación más grande en Nueva Zelanda, llegando a su punto máximo en el 2006 con más de 200 000 copias, y decreciendo a 187 129 en junio de 2008. A pesar de su nombre, la principal área de distribución es la región de Auckland. También es repartido en gran parte de la isla Norte, incluyendo Northland, Waikato y King Country.

## Historia
El Herald fue fundado por William Chisholm Wilson y publicó su primera edición el 13 de noviembre del año 1863. En 1876 fue fusionado con el periódico The Southern Cross, propiedad de Alfred Horton, el cual fue publicado en 1843.
Las familias Wilson y Horton ambas representaban a la compañía hasta 1996, cuando la compañía de Tony O'Reill Independent News & Media Group de Dublín compró la empresa. El periódico actualmente es propiedad de la firma APN (acrónimo de Australian Provincial Newspapers, la cual es mayoritariamente patrimonio de Independent News & Media.
Gordon Minhinnick fue caricaturista del diario desde los años 30 hasta su jubilación en la década de 1980. Laurence Clark era el caricaturista político (diariamente) desde 1987 hasta 1996, y continuó publicando caricaturas en el Herald hasta el año 2000.
Una edición compacta dominical, el Herald on Sunday se publicó por primera vez el 3 de octubre de 2004 bajo la editorial de Suzanne Chetwin y posteriormente, por cinco años, bajo las ediciones de Shayne Currie. Ganó el premio al Periódico del año en el 2007 y 2009, y además es el tercer diario de Nueva Zelanda con la tirada más extensa. Actualmente es editado por Bryce Johns.
El Herald es tradicionalmente un periódico de centro-derecha, y se le conocía con el sobrenombre Granny Herald en la década de 1980. Esta situación cambió con la adquisición de la empresa por parte de Independent News & Media en 1996, y hoy en día, a pesar de seguir siendo un diario capitalista enfocado en asuntos económicos como el comercio y las inversiones extranjeras, el Heraldo generalmente es, en términos editoriales, progresivo en geopolítica internacional, diplomacia y temas militares; imprimiendo material de periódicos británicos tales como The Independent o The Observer, e incluso más recientemente periódicos conservadores como The Daily Telegraph. Algunos le atribuyen al Heraldo una postura de apoyo a Israel con los conflictos del Medio Oriente, lo que se vio de una manera más clara en el año 2003 con la censura y despido del dibujante Malcolm Evans seguido de su sumisión de caricaturas que criticaban a Israel. Aunque, por otra parte,  Robert Fisk y Gwynne Dyer, comentaristas críticos del país asiático, regularmente transmiten su opinión a través del diario.

## Postura interna
En asuntos internos, la opinión de la editorial es de centro-derecha, usualmente apoyando valores socialmente conservadores y la autodependencia por sobre el bienestar de la sociedad, la retención del gobierno fiscal y la reducción de la importancia de los mandatarios con respecto a la economía neozelandesa. En el año 2007, una editorial desaprobó duramente una legislación lanzada por el Gobierno de Nueva Zelanda, que abarcó entre 1999 y 2008: la ley del presupuesto electoral.

## Externalización
En marzo de 2007 APN anunció que estaba considerando un plan para externalizar el principal corrector de textos del Heraldo a una compañía australiana, Pegamasters. APN confirmó la decisión al personal afectado el 19 de abril de 2007.

## Sitio web
El servicio de noticias en línea nzherald.co.nz, originalmente se llamaba Herald Online. Fue establecido en 1998 y atrae a más de 2.1 millones de usuarios al mes. El sitio fue rediseñado a finales de 2006. Fue nombrado como la mejor página de noticias en el Quanta Media Awards en los años 2007 y 2008. También ganó el premio en la categoría "Mejor sitio rediseñado" en los New Zealand NetGuide Awards en el año 2007. Además, fue uno de los siete periódicos en línea que recibieron el nombramiento de "Homenajeados Oficiales" en los Webby Awards en 2007. De un total de más de 8000 participantes en los Webby Awards de ese mismo año, menos de un 15 % fueron galardonados como "homenajeados oficiales".

## Columnistas regulares
- Colin James
- Brian Rudman
- Deborah Coddington, Herald on Sunday
- Matt McCarten, Herald on Sunday

- Datos: Q1199207
- Multimedia: The New Zealand Herald / Q1199207